# Desa Mustikasari
Desa Mustikasari är en administrativ by i Indonesien.   Den ligger i provinsen Jawa Barat, i den västra delen av landet, 20 km öster om huvudstaden Jakarta.